# Cass Sculpture Foundation

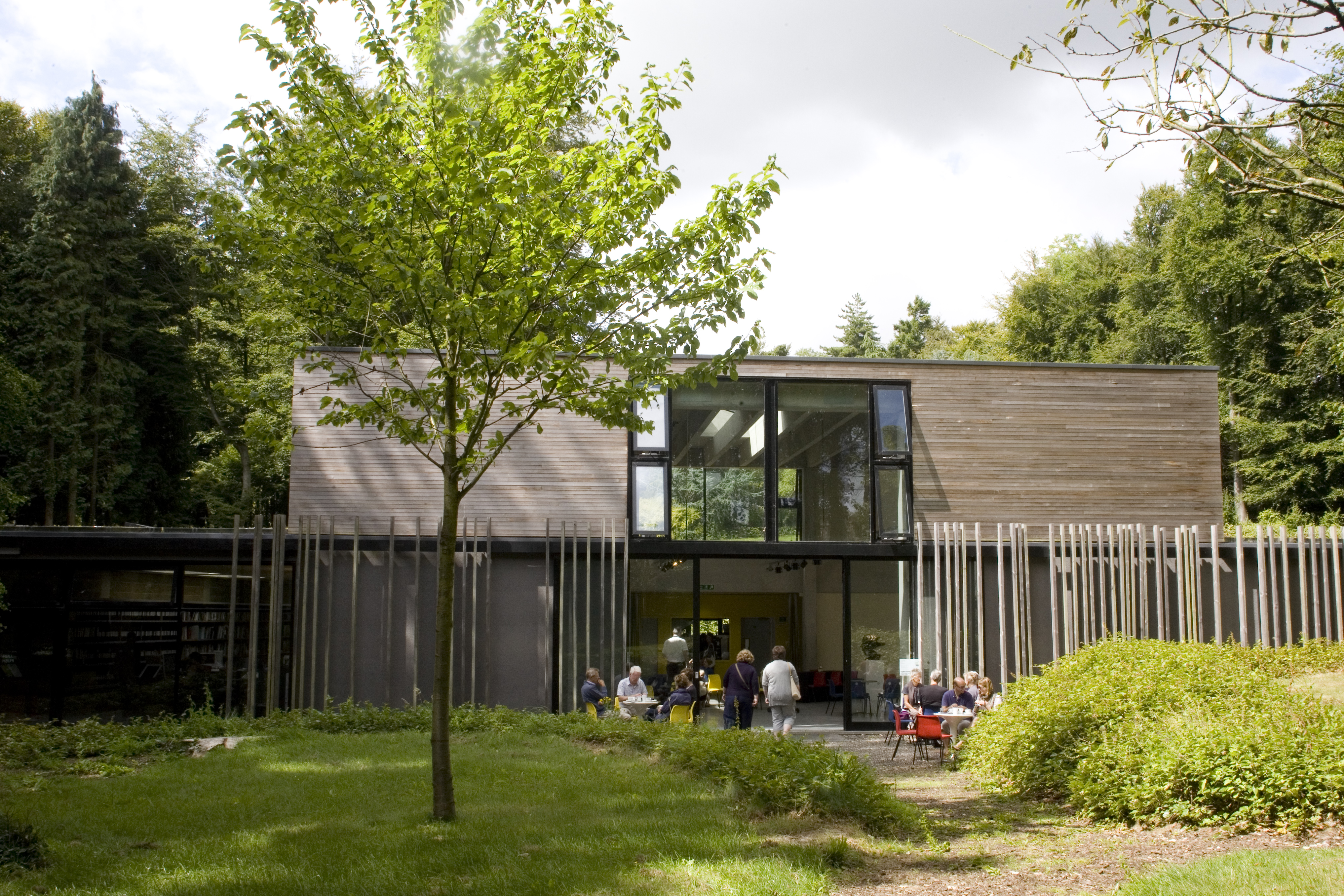
Cass Sculpture Foundation

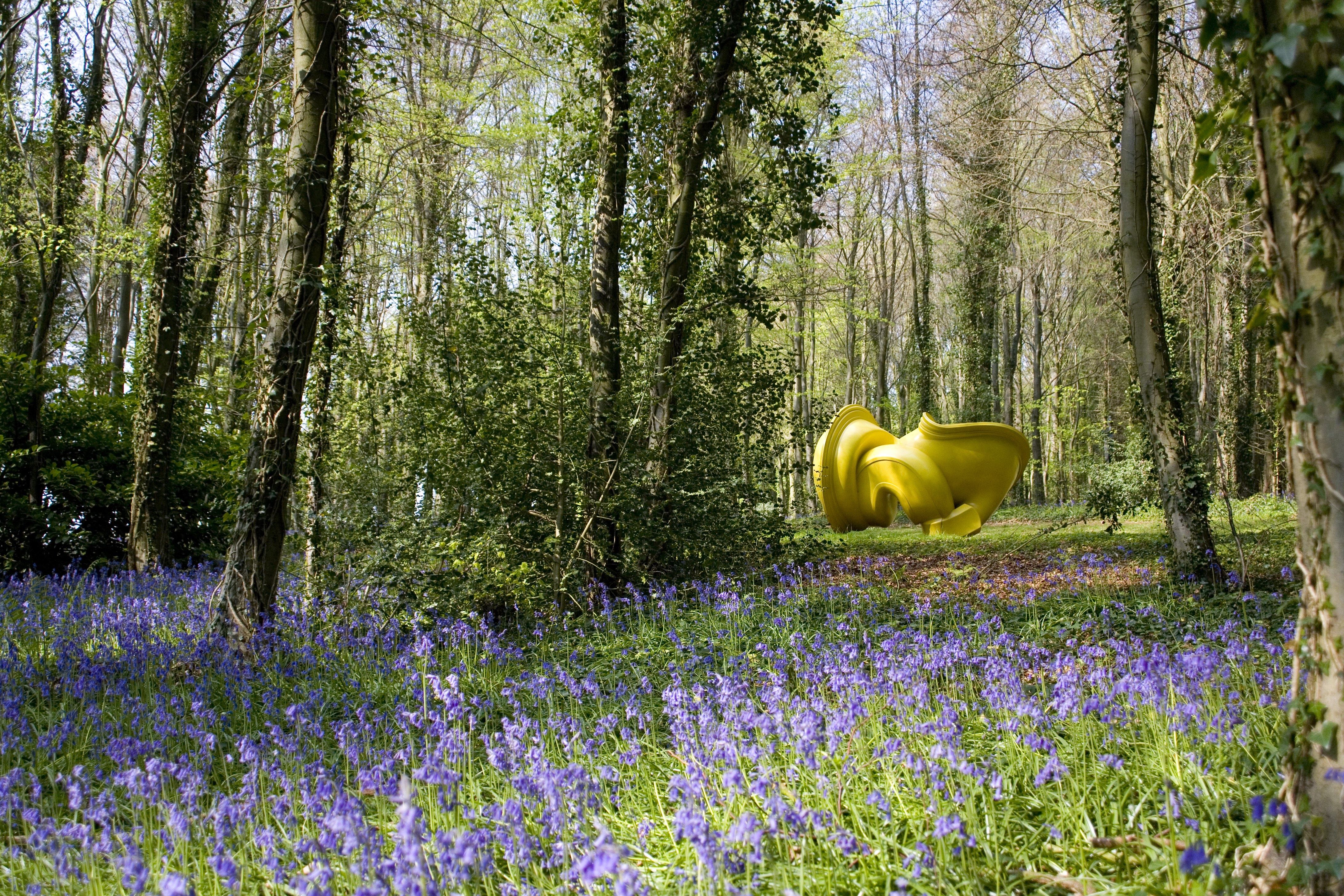
Declination van Tony Cragg

De Cass Sculpture Foundation is een beeldenpark in Goodwood (West Sussex), Engeland.  
Het park werd in 1992 gesticht door Wilfred en Jeannette Cass. Het doel van de stichting is het Britse publiek te laten kennismaken met moderne en hedendaagse beeldhouwkunst. De stichting werkt zonder subsidie of sponsoring en bedruipt zichzelf met de inkomsten uit de verkoop van de sculpturen, entreegelden en de verkoop van door haar uitgegeven boeken. Meer dan tachtig werken worden van april tot oktober tentoongesteld en regelmatig vinden wisselexposities plaats.
De stichting zonder winstoogmerk geeft ieder jaar, tot 20, Britse beeldhouwers opdracht, vooral monumentale, beeldhouwwerken te ontwerpen en te  vervaardigen, die vervolgens worden geëxposeerd in het beeldenpark en bestemd zijn voor de verkoop of verhuur. De opbrengst van de verkoop wordt met de kunstenaar gedeeld. Het deel dat de stichting krijgt wordt weer aangewend voor nieuwe opdrachten. Tussen het concept van de kunstenaar, op basis van een model of tekening, en de voltooiing liggen meestal enkele jaren.

## Deelnemende kunstenaars
Beeldhouwers waarvan permanent werk wordt geëxposeerd zijn onder anderen:
Kenneth Armitage, Zadok Ben-David, Hamish Black, Ralph Brown, Anthony Caro, Lynn Chadwick, Stephen Cox, Tony Cragg, Richard Deacon, Elisabeth Frink, Andy Goldsworthy, Nigel Hall, Richard Harris, Nicola Hicks, Shirazeh Houshiary, Phillip King, Bernard Meadows, Sally Matthews, Dhruva Mistry, David Nash, Eduardo Paolozzi, William Pye, Peter Randall-Page, Colin Rose, Wendy Taylor, William G. Tucker, William Turnbull, Julian Wild en Bill Woodrow.